# Europsko prvenstvo u vaterpolu – Zagreb i Dubrovnik 2024.
Europsko prvenstvo u vaterpolu – Zagreb i Dubrovnik 2024. bilo je 36. izdanje ovog natjecanja, održano u Zagrebu i Dubrovniku od 4. do 16. siječnja 2024. Izvorno, Izrael je bio odabran kao domaćin, a natjecanje se trebalo održati u Netanyi od 3. do 16. siječnja 2024. Zbog sigurnosnih problema nakon izbijanja rata između Izraela i Hamasa 2023., LEN je najavio promjenu domaćina, kojim je potom postala Hrvatska. 

Prvenstvo je osvojila Španjolska pobijedivši u završnicu domaćina Hrvatsku.

## Izbor domaćina
Prvenstvo se prvotno trebalo održati u Tel Avivu, u Izraelu, između 7. i 21. listopada 2023. (iako se i dalje zvalo Europsko prvenstvo 2024.). Ali, 31. ožujka 2023. premješteno je u izraelski grad Netanyu i pomaknuto za 3. do 16. siječnja 2024. u olimpijskom bazenu Wingate Instituta. Ova je odluka donesena kako bi se smanjili troškovi putovanja za ekipe koje sudjeluju i osiguralo postojanje samo jednoga prekida tijekom sezone umjesto dvaju (zbog Svjetskog prvenstva u vodenim sportovima održana u veljači 2024.).
Međutim, nakon izbijanja rata između Izraela i Hamasa 2023., LEN je 2. studenoga LEN objavio da turnir neće biti održan u Izraelu. Nakon te najave, Budimpešta, Beograd, Berlin, Rumunjska (grad nije poznat) i Zagreb prijavljeni su kao mogući zainteresirani za domaćinstvo prvenstva. Hrvatska je najavljena kao domaćin 17. studenog, s Dubrovnikom i Zagrebom. Hrvatska će postati prva zemlja koja će dvaput za redom ugostiti europsko prvenstvo u vaterpolu nakon Europskog prvenstva u vaterpolu – Split 2022.

## Format
Ovo je bilo prvo izdanje s timovima razvrstanim u dvije divizije, na temelju zadnjega izdanja i kvalifikacija. Osam najboljih momčadi činilo je Diviziju 1, a ostalih osam momčadi Diviziju 2. Obje će divizije bile su podijeljene u dvije skupine po četiri momčadi. Prve dvije momčadi iz svake skupine Divizije 1 plasirat će se izravno u četvrtfinale, dok će druge dvije momčadi iz svake skupine igrati protiv jedne od dvije prvoplasirane ekipe iz svake skupine Divizije 2 u rundi doigravanja. Počevši od četvrtfinala nadalje, koristio se sustav knock-out-a.

## Kvalifikacije
Na glavnom turniru natjecalo se šesnaest ekipa:
- predviđeni domaćin (Izrael),
- Osam najboljih momčadi s Europskog prvenstva 2022. koje se još nisu kvalificirale kao domaćini (uključivo i Hrvatsku kao zamjenskog domaćina),
- Najboljih sedam iz kvalifikacija koje su održane u lipnju 2023. godine (četiri pobjednika kvalifikacijskih skupina, te tri najbolje drugoplasirane ekipe).

### Kvalificirane momčadi
| natjecanje                                | kvalificiranih | kvalificirane reprezentacije                                           |
| ----------------------------------------- | -------------- | ---------------------------------------------------------------------- |
| izabrani domaćin                          | 1              | Izrael                                                                 |
| Europsko prvenstvo 2022.                  | 8              | Hrvatska Mađarska Španjolska Italija Grčka Francuska Crna Gora Gruzija |
| Kvalifikacije za Europsko prvenstvo 2024. | 7              | Nizozemska Njemačka Srbija Rumunjska Slovenija Malta Slovačka          |

## Plivališta
Ovim turnirom prvi se put prvenstvo održava na više od jednog mjesta, a domaćini su Dubrovnik i Zagreb. Potonji je bio domaćin od četvrtfinala nadalje.
| Dubrovnik                     | Zagreb                        |
| ----------------------------- | ----------------------------- |
| Bazen u Gružu Kapacitet: 2500 | Bazen Mladost Kapacitet: 2000 |
|                               |                               |

## Sustav natjecanja
Na prvenstvu sudjeluje 16 momčdi. 
 
U dijelu natjecanja po skupinama bile su podijeljene u četiri skupine po četiri momčadi u dva jakosna stupnja: 
- Divizija 1 – osam najbolje plasiranih momčadi s Europskog prvenstva 2022. – skupine A i B
- Divizija 2 – preostalih osam kvalificiranih momčadi – skupine C i D

U fazi u skupinama bodovi se daju: 
- 3 boda – pobjeda
- 2 boda – pobjeda nakon raspucavanja peteraca (ako je utakmica završila neriješeno)
- 1 bod – poraz nakon raspucavanja peteraca (ako je utakmica završila neriješeno)
- 0 bodova - poraz

Po završetku grupne faze slijedi razigravanje za prvaka i plasman (kup-sustavom) u koji se momčadi plasiraju: 
- kvalifikacije za četvrtzavršnicu (lažna osmina završnice, playoff) – plasiraju se 3. i 4. plasirani iz skupina A i B te 1. i 2. plasirani iz skupinqa C i D
- četvrtzavršnica – plasiraju se 1. i 2. iz skupina A i B te pobjednici susreta  kvalifikacija za četvrtzavršnicu
- 3. i 4. plasirani iz skupina C i D – idu u razigravanje za 13.-16. mjesto
- poraženi iz susreta  kvalifikacija za četvrtzavršnicu – idu u razigravanje za 9.-12. mjesto
- poraženi iz susreta četvrtzavršnice – idu u razigravanje za 5.-8. mjesto

## Rezultati i ljestvice

### Natjecanje po skupinama
– četvrtzavršnica 

     – kvalifikacije za četvrtzavršnicu 

     – razigravanje za 13.–16. mjesto 
| | |
| Bodovi: - 3 boda – pobjeda - 2 boda – pobjeda nakon raspucavanja peteraca (ukoliko je utakmica završila neriješeno) - 1 bod – poraz nakon raspucavanja peteraca (ukoliko je utakmica završila neriješeno) - 0 bodova - poraz                 | Određivanje prdnosti u plasmanu: 1. osvojeni bodovi 2. međusobni bodovi 3. međusobna gol-razlika 4. veći broj postignutih golova u međusobnom susretu 5. gol-razlika |
| Kod susreta odlučenih raspucavanjem peteraca, u ljestvici su u obzir uzeti golovi postignuti unutar regularnog dijela utakmice. Golovi postignuti i primljeni raspucavanjem peteraca dani su u zasebnim stupcima i stavljeni unutar zagrada. | |

#### Divizija 1
Skupina A
igrano u Dubrovniku. 
| 1. | Španjolska | 3 | 2 | 0 | 1 | 0 | 32 | 27 | +5 | (3)  | (5)  | 7 | četvrtzavršnica                  |
| 2. | Hrvatska   | 3 | 1 | 1 | 1 | 0 | 32 | 27 | +5 | (7)  | (9)  | 6 | četvrtzavršnica                  |
| 3. | Crna Gora  | 3 | 0 | 2 | 0 | 1 | 33 | 35 | -2 | (14) | (11) | 4 | kvalifikacije za četvrtzavršnicu |
| 4. | Francuska  | 3 | 0 | 0 | 1 | 2 | 23 | 31 | -8 | (9)  | (10) | 1 | kvalifikacije za četvrtzavršnicu |

| datum             | par                    | rez.                        | po četvrtinama              | izvj. |
| ----------------- | ---------------------- | --------------------------- | --------------------------- | ----- |
| 4. siječnja 2024. | Crna Gora - Francuska  | 20:19 (5m) (10:10, 10:9 5m) | 2:4, 2:1, 3:2, 3:3, 10:9 5m |       |
| 4. siječnja 2024. | Španjolska - Hrvatska  | 12:14 (5m) (9:9, 3:5 5m)    | 1:2, 5:2, 2:2, 1:3, 3:5 5m  |       |
| 6. siječnja 2024. | Crna Gora - Španjolska | 12:14                       | 2:4, 4:4, 3:2, 3:4          |       |
| 6. siječnja 2024. | Hrvatska - Francuska   | 12:7                        | 3:1, 3:1 4:3, 2:2           |       |
| 6. siječnja 2024. | Španjolska - Francuska | 9:6                         | 1:1, 3:2, 3:1, 2:2          |       |
| 6. siječnja 2024. | Crna Gora - Hrvatska   | 15:13 (5m) (11:11, 4:2 5m)  | 2:4, 3:1, 3:4, 3:2, 4:2 5m  |       |

Skupina B
Igrano u Zagrebu. 
| poz. | reprezentacija | UT | POB | POB 5m | IZG 5m | IZG | GOL+ | GOL- | GR  | BOD | dalje                            |
| ---- | -------------- | -- | --- | ------ | ------ | --- | ---- | ---- | --- | --- | -------------------------------- |
| 1.   | Mađarska       | 3  | 2   | 0      | 0      | 1   | 33   | 26   | +7  | 6   | četvrtzavršnica                  |
| 2.   | Italija        | 3  | 2   | 0      | 0      | 1   | 42   | 23   | +19 | 6   | četvrtzavršnica                  |
| 3.   | Grčka          | 3  | 2   | 0      | 0      | 1   | 36   | 32   | +4  | 6   | kvalifikacije za četvrtzavršnicu |
| 4.   | Gruzija        | 3  | 0   | 0      | 0      | 3   | 25   | 55   | -30 | 0   | kvalifikacije za četvrtzavršnicu |

| datum             | par                | rez.  | po četvrtinama     | izvj. |
| ----------------- | ------------------ | ----- | ------------------ | ----- |
| 4. siječnja 2024. | Gruzija - Italija  | 5:22  | 0:5, 2:6, 0:6, 3:5 |       |
| 4. siječnja 2024. | Mađarska - Grčka   | 8:10  | 1:2, 2:3, 3:2, 2:3 |       |
| 6. siječnja 2024. | Gruzija - Mađarska | 11:15 | 2:5, 3:4, 6:4, 0:2 |       |
| 6. siječnja 2024. | Grčka - Italija    | 8:15  | 2:4, 2:3, 2:5, 2:3 |       |
| 8. siječnja 2024. | Gruzija - Grčka    | 9:18  | 2:5, 3:6, 3:3, 1:4 |       |
| 8. siječnja 2024. | Mađarska - Italija | 10:5  | 0:1, 3:0, 4:3, 3:1 |       |

#### Divizija 2
Skupina C
igrano u Zagrebu. 
| poz. | reprezentacija | UT | POB | POB 5m | IZG 5m | IZG | GOL+ | GOL- | GR  | BOD | dalje                            |
| ---- | -------------- | -- | --- | ------ | ------ | --- | ---- | ---- | --- | --- | -------------------------------- |
| 1.   | Srbija         | 3  | 3   | 0      | 0      | 0   | 57   | 11   | +46 | 9   | kvalifikacije za četvrtzavršnicu |
| 2.   | Njemačka       | 3  | 2   | 0      | 0      | 1   | 38   | 35   | +3  | 6   | kvalifikacije za četvrtzavršnicu |
| 3.   | Malta          | 3  | 1   | 0      | 0      | 2   | 30   | 50   | -20 | 3   | razigravanje za 13.–16. mjesto   |
| 4.   | Izrael         | 3  | 0   | 0      | 0      | 3   | 20   | 49   | -29 | 0   | razigravanje za 13.–16. mjesto   |

| datum             | par               | rez.  | po četvrtinama     | izvj. |
| ----------------- | ----------------- | ----- | ------------------ | ----- |
| 5. siječnja 2024. | Srbija - Izrael   | 22:1  | 6:0, 5:0, 5:1, 6:2 |       |
| 5. siječnja 2024. | Njemačka - Malta  | 18:13 | 6:5, 3:4, 6:2, 3:2 |       |
| 7. siječnja 2024. | Malta - Izrael    | 13:11 | 2:5, 3:3, 3:2, 5:1 |       |
| 7. siječnja 2024. | Srbija - Njemačka | 14:6  | 3:2, 5:2, 2:2, 4:0 |       |
| 9. siječnja 2024. | Njemačka - Izrael | 14:8  | 6:3, 3:2, 3:1, 2:2 |       |
| 9. siječnja 2024. | Srbija - Malta    | 21:4  | 5:0, 6:1, 5:1, 5:2 |       |

Skupina D
Igrano u Dubrovniku. 
| poz. | reprezentacija | UT | POB | POB 5m | IZG 5m | IZG | GOL+ | GOL- | GR  | BOD | dalje                            |
| ---- | -------------- | -- | --- | ------ | ------ | --- | ---- | ---- | --- | --- | -------------------------------- |
| 1.   | Rumunjska      | 3  | 3   | 0      | 0      | 0   | 33   | 20   | +13 | 9   | kvalifikacije za četvrtzavršnicu |
| 2.   | Nizozemska     | 3  | 2   | 0      | 0      | 1   | 48   | 25   | +23 | 6   | kvalifikacije za četvrtzavršnicu |
| 3.   | Slovačka       | 3  | 1   | 0      | 0      | 2   | 24   | 32   | -8  | 3   | razigravanje za 13.–16. mjesto   |
| 4.   | Slovenija      | 3  | 0   | 0      | 0      | 3   | 19   | 47   | -28 | 0   | razigravanje za 13.–16. mjesto   |

| datum             | par                    | rez. | po četvrtinama     | izvj. |
| ----------------- | ---------------------- | ---- | ------------------ | ----- |
| 5. siječnja 2024. | Slovačka - Slovenija   | 11:7 | 5:2, 0:1, 2:2, 4:2 |       |
| 5. siječnja 2024. | Nizozemska - Rumunjska | 8:22 | 1:3, 3:3, 3:4, 1:2 |       |
| 7. siječnja 2024. | Rumunjska - Slovenija  | 13:5 | 6:1, 2:2, 2:1, 3:1 |       |
| 7. siječnja 2024. | Slovačka - Nizozemska  | 6:17 | 1:5, 3:4, 2:3, 0:5 |       |
| 9. siječnja 2024. | Slovačka - Rumunjska   | 7:8  | 1:1, 3:3; 3:2, 0:2 |       |
| 9. siječnja 2024. | Nizozemska - Slovenija | 23:7 | 7:2, 4:1, 8:3, 4:1 |       |

### Razigravanje

#### Razigravanje za pobjednika i medalje
Igrano u Zagrebu. 
| datum                            | par                              | rez.                             | po četvrtinama                   | izvj.                            |
| kvalifikacije za četvrtzavršnicu | kvalifikacije za četvrtzavršnicu | kvalifikacije za četvrtzavršnicu | kvalifikacije za četvrtzavršnicu | kvalifikacije za četvrtzavršnicu |
| -------------------------------- | -------------------------------- | -------------------------------- | -------------------------------- | -------------------------------- |
| 10. siječnja 2024.               | Francuska – Srbija               | 10:14                            | 2:3, 4:3, 1:3, 3:5               |                                  |
| 10. siječnja 2024.               | Crna Gora – Njemačka             | 10:5                             | 3:1, 3:2, 4:1, 0:1               |                                  |
| 11. siječnja 2024.               | Grčka – Nizozemska               | 15:10                            | 5:3, 4:2, 3:3, 3:2               |                                  |
| 11. siječnja 2024.               | Gruzija – Rumunjska              | 11:18                            | 1:5, 3:5, 2:3, 5:5               |                                  |
|                                  |                                  |                                  |                                  |                                  |
| četvrtzavršnica                  |                                  |                                  |                                  |                                  |
| 12. siječnja 2024.               | Mađarska – Srbija                | 15:14 (5m) (10:10, 5:4 5m)       | 3:3, 2:2, 4:3, 1:2, 5:4 5m       |                                  |
| 12. siječnja 2024.               | Španjolska – Rumunjska           | 24:7                             | 6:2, 4:2, 7:1, 7:2               |                                  |
| 12. siječnja 2024.               | Hrvatska – Grčka                 | 13:8                             | 3:3, 2:3, 4:0, 4:2               |                                  |
| 12. siječnja 2024.               | Italija – Crna Gora              | 14:8                             | 3:4, 5:0, 3:1, 3:3               |                                  |
|                                  |                                  |                                  |                                  |                                  |
| poluzavršnica                    |                                  |                                  |                                  |                                  |
| 14. siječnja 2024.               | Španjolska – Italija             | 7:4                              | 2:1, 2:0, 1:0, 2:3               |                                  |
| 14. siječnja 2024.               | Mađarska – Hrvatska              | 8:11                             | 2:2, 0:2, 4:3, 2:4               |                                  |
|                                  |                                  |                                  |                                  |                                  |
| za 3. mjesto                     |                                  |                                  |                                  |                                  |
| 16. siječnja 2024.               | Mađarska – Italija               | 7:12                             | 1:4, 2:4, 1:2, 3:2               |                                  |
|                                  |                                  |                                  |                                  |                                  |
| za 1. mjesto                     |                                  |                                  |                                  |                                  |
| 16. siječnja 2024.               | Hrvatska – Španjolska            | 10:11                            | 5:3, 2:3, 3:2, 0:3               |                                  |

#### Razigravanje za 5.-8. mjesto
Igrano u Zagrebu. 
| datum              | par                   | rez.          | po četvrtinama     | izvj.         |
| poluzavršnica      | poluzavršnica         | poluzavršnica | poluzavršnica      | poluzavršnica |
| ------------------ | --------------------- | ------------- | ------------------ | ------------- |
| 14. siječnja 2024. | Srbija – Grčka        | 10:12         | 5:3, 2:4, 1:1, 2:4 |               |
| 14. siječnja 2024. | Rumunjska – Crna Gora | 11:18         | 3:4, 3:5, 2:4, 3:5 |               |
|                    |                       |               |                    |               |
| za 7. mjesto       |                       |               |                    |               |
| 16. siječnja 2024. | Srbija – Rumunjska    | 18:7          | 5:1, 3:2, 4:1, 6:3 |               |
|                    |                       |               |                    |               |
| za 5. mjesto       |                       |               |                    |               |
| 16. siječnja 2024. | Grčka – Crna Gora     | 15:10         | 6:2, 2:3, 1:2, 6:3 |               |

#### Razigravanje za 9.-12. mjesto
Igrano u Dubrovniku. 
| datum              | par                    | rez.          | po četvrtinama     | izvj.         |
| poluzavršnica      | poluzavršnica          | poluzavršnica | poluzavršnica      | poluzavršnica |
| ------------------ | ---------------------- | ------------- | ------------------ | ------------- |
| 13. siječnja 2024. | Francuska – Nizozemska | 16:9          | 4:2, 4:3, 4:2, 4:2 |               |
| 13. siječnja 2024. | Gruzija – Njemačka     | 15:7          | 1:2, 5:4, 2:3, 7:1 |               |
|                    |                        |               |                    |               |
| za 11. mjesto      |                        |               |                    |               |
| 15. siječnja 2024. | Nizozemska – Njemačka  | 16:10         | 5:2, 6:5, 3:2, 2:1 |               |
|                    |                        |               |                    |               |
| za 9. mjesto       |                        |               |                    |               |
| 15. siječnja 2024. | Francuska – Gruzija    | 12:6          | 2:1, 3:1, 3:3, 4:1 |               |

#### Razigravanje za 13.-16. mjesto
Igrano u Dubrovniku. 
| datum              | par                  | rez.                       | po četvrtinama             | izvj.         |
| poluzavršnica      | poluzavršnica        | poluzavršnica              | poluzavršnica              | poluzavršnica |
| ------------------ | -------------------- | -------------------------- | -------------------------- | ------------- |
| 11. siječnja 2024. | Slovačka – Izrael    | 15:9                       | 4:2, 1:3, 4:0, 6:4         |               |
| 11. siječnja 2024. | Slovenija – Malta    | 10:8                       | 2:2, 4:3, 2:1, 2:2         |               |
|                    |                      |                            |                            |               |
| za 15. mjesto      |                      |                            |                            |               |
| 13. siječnja 2024. | Izrael – Malta       | 16:17 (5m) (12:12, 4:5 5m) | 4:4, 3:1, 2:2, 3:5, 4:5 5m |               |
|                    |                      |                            |                            |               |
| za 13. mjesto      |                      |                            |                            |               |
| 13. siječnja 2024. | Slovačka – Slovenija | 14:10                      | 3:2, 4:2, 3:4, 4:2         |               |

## Konačni poredak
| poz.                                                                                    | reprezentacija | UT | POB | POB 5m | IZG 5m | IZG | GOL+ | GOL- |
| --------------------------------------------------------------------------------------- | -------------- | -- | --- | ------ | ------ | --- | ---- | ---- |
| 1.                                                                                      | Španjolska     | 6  | 5   | 0      | 1      | 0   | 77   | 53   |
| 2.                                                                                      | Hrvatska       | 6  | 3   | 1      | 1      | 1   | 73   | 63   |
|                                                                                         |                |    |     |        |        |     |      |      |
| 3.                                                                                      | Italija        | 6  | 4   | 0      | 0      | 2   | 72   | 45   |
| 4.                                                                                      | Mađarska       | 6  | 2   | 1      | 0      | 3   | 63   | 63   |
|                                                                                         |                |    |     |        |        |     |      |      |
| 5.                                                                                      | Grčka          | 7  | 5   | 0      | 0      | 2   | 81   | 75   |
| 6.                                                                                      | Crna Gora      | 7  | 2   | 2      | 0      | 3   | 93   | 91   |
|                                                                                         |                |    |     |        |        |     |      |      |
| 7.                                                                                      | Srbija         | 7  | 5   | 0      | 1      | 1   | 113  | 55   |
| 8.                                                                                      | Rumunjska      | 7  | 4   | 0      | 0      | 3   | 76   | 91   |
|                                                                                         |                |    |     |        |        |     |      |      |
| 9.                                                                                      | Francuska      | 6  | 2   | 0      | 1      | 3   | 70   | 70   |
| 10.                                                                                     | Gruzija        | 6  | 1   | 0      | 0      | 5   | 57   | 92   |
|                                                                                         |                |    |     |        |        |     |      |      |
| 11.                                                                                     | Nizozemska     | 6  | 3   | 0      | 0      | 3   | 83   | 66   |
| 12.                                                                                     | Njemačka       | 6  | 2   | 0      | 0      | 4   | 60   | 76   |
|                                                                                         |                |    |     |        |        |     |      |      |
| 13.                                                                                     | Slovačka       | 5  | 3   | 0      | 0      | 2   | 53   | 51   |
| 14.                                                                                     | Slovenija      | 5  | 1   | 0      | 0      | 4   | 39   | 61   |
|                                                                                         |                |    |     |        |        |     |      |      |
| 15.                                                                                     | Malta          | 5  | 1   | 1      | 0      | 3   | 55   | 76   |
| 16.                                                                                     | Izrael         | 5  | 0   | 0      | 1      | 5   | 45   | 81   |
|                                                                                         |                |    |     |        |        |     |      |      |
| u postignute i primljene pogotke su uvršteni i golovi postignuti raspucavanjem peteraca |                |    |     |        |        |     |      |      |

## Sastavi momčadi

### Hrvatska
| ime i prezime        | klub                    |
| -------------------- | ----------------------- |
| Marko Bijač          | Olympiakos              |
| Toni Popadić         | Jug Adriatic osiguranje |
| Josip Vrlić          | Jadran                  |
| Luka Lončar          | Olympiakos              |
| Rino Burić           | Jug Adriatic osiguranje |
| Matias Biljaka       | Jadran                  |
| Marko Žuvela         | Jug Adriatic osiguranje |
| Konstantin Harkov    | Jadran                  |
| Filip Kržić          | Jug Adriatic osiguranje |
| Franko Lazić         | Jug Adriatic osiguranje |
| Zvonimir Butić       | Jadran                  |
| Ante Vukičević       | Marseille               |
| Luka Bukić           | Jadran                  |
| Loren Fatović        | Jadran                  |
| Jerko Marinić Kragić | Jadran                  |
| Ivica Tucak          |                         |

## Vanjske poveznice
- (engl.) ewpc2024.len.eu, službene stranice  Arhivirana inačica izvorne stranice od 23. lipnja 2024. (Wayback Machine)
- (engl.) total-waterpolo.com, European Championships